# 瀬見温泉駅
瀬見温泉駅（せみおんせんえき）は、山形県最上郡最上町字志茂字瀬見にある、東日本旅客鉄道（JR東日本）陸羽東線の駅である。

## 歴史
- 1915年（大正4年）11月1日：瀬見駅（せみえき）として開業[4]。
- 1971年（昭和46年）11月30日：貨物の取り扱いを廃止[4]。
- 1983年（昭和58年）3月7日：荷物の扱いを廃止[4][5]。無人化[6]（簡易委託化[7]）。
- 1987年（昭和62年）4月1日：国鉄分割民営化により、東日本旅客鉄道（JR東日本）の駅となる[4]。
- 1999年（平成11年）
  - 12月4日：瀬見温泉駅に改称[7][1]。
  - 12月20日：交換施設を撤去。
- 2008年（平成20年）9月：駅舎を改築[3]。
- 2024年（令和6年）10月1日：えきねっとQチケのサービスを開始[2][8]。

## 駅構造
単式ホーム1面1線を有する地上駅である。このほか、横取線がある。かつては島式ホーム1面2線であったが、現在は駅舎寄りの旧下り線のみ使用しており、単式ホームながら構内踏切を渡る構造となっている。駅舎には待合室とトイレが設置されている。
新庄統括センター（新庄駅）管理の無人駅である。

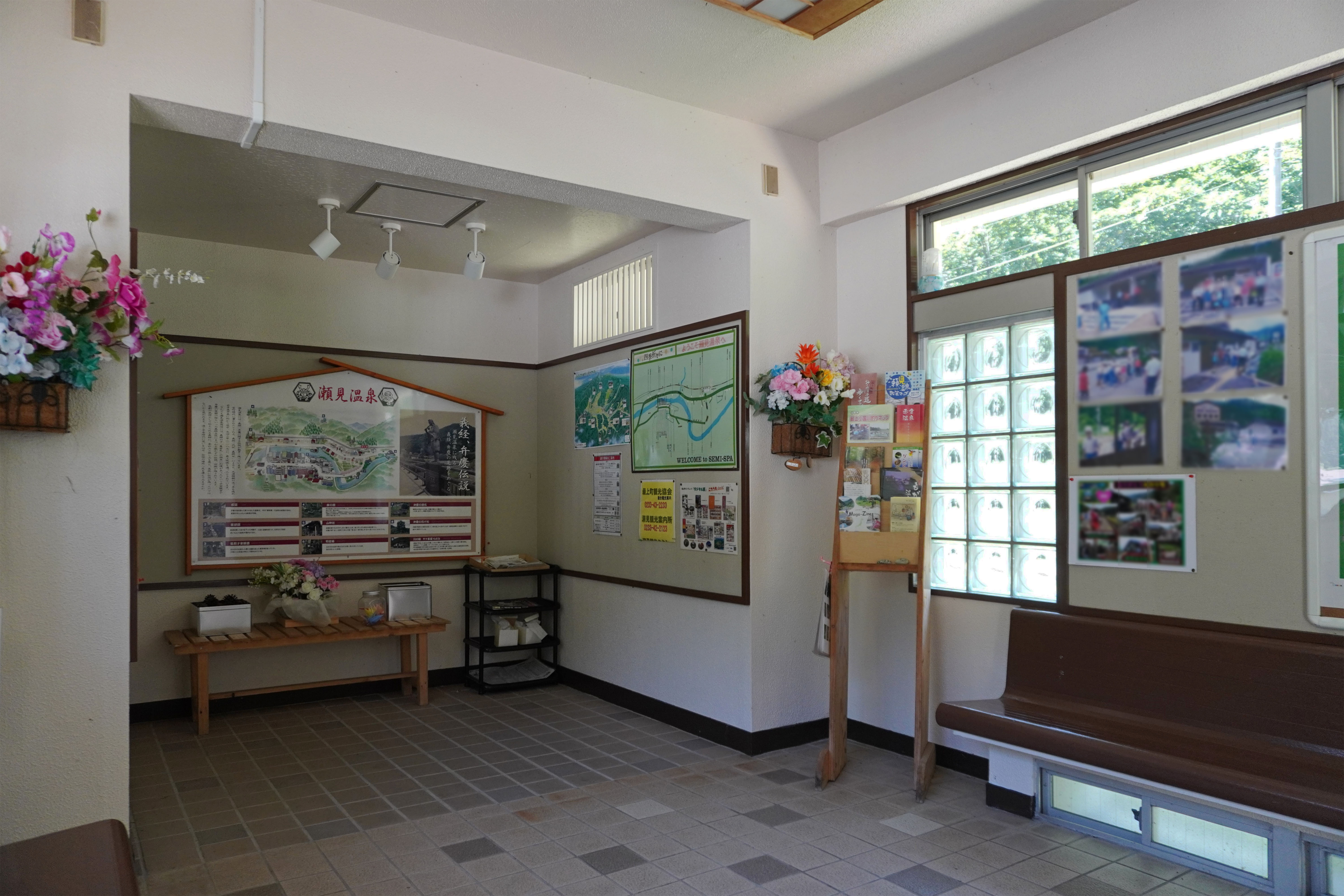
駅舎内（2023年7月）
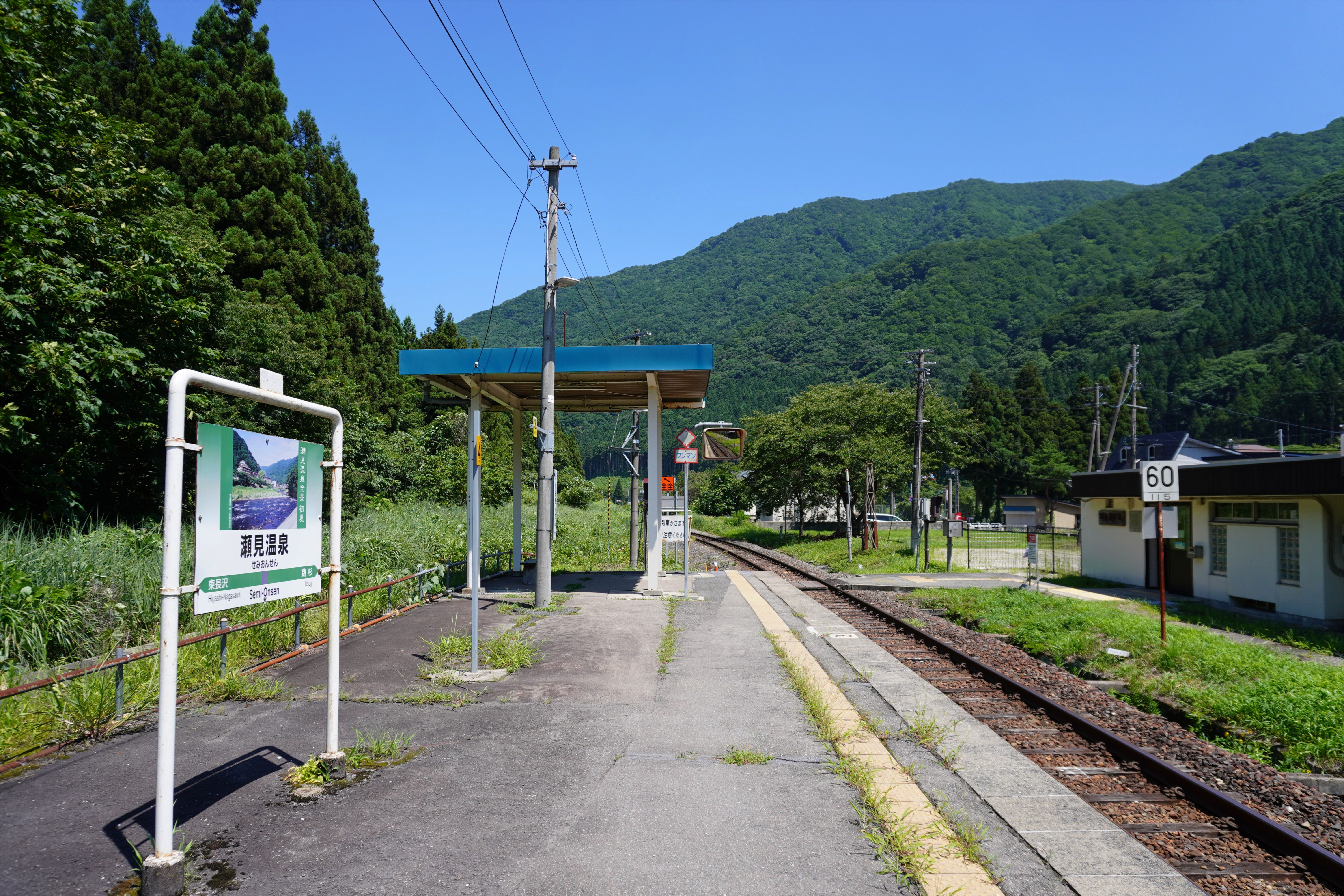
ホーム（2023年7月）
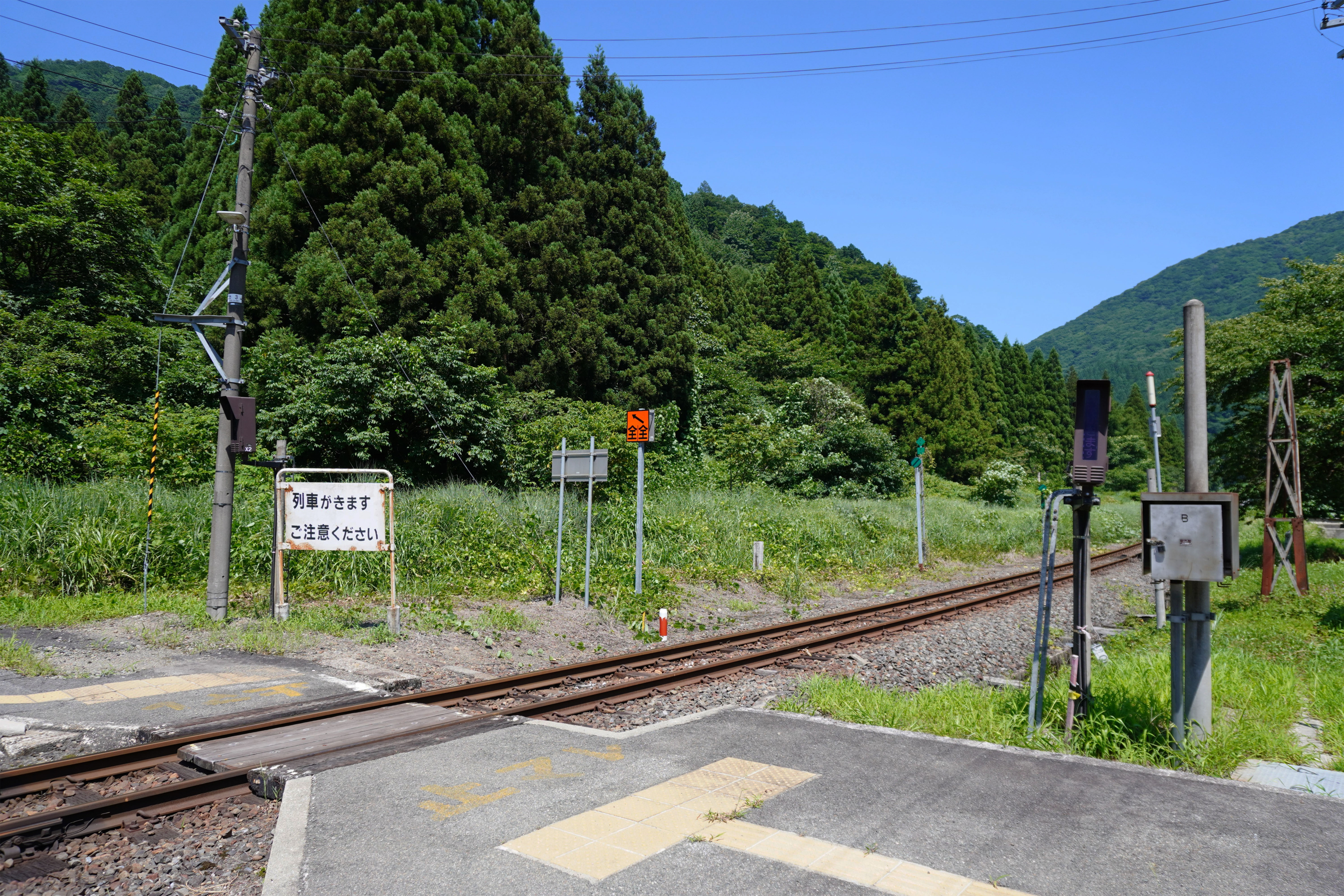
構内踏切（2023年7月）

## 利用状況
「山形県の鉄道輸送」によると、2000年度（平成12年度）- 2004年度（平成16年度）の1日平均乗車人員の推移は以下のとおりであった。
| 乗車人員推移       | 乗車人員推移     | 乗車人員推移 |
| 年度               | 1日平均 乗車人員 | 出典         |
| ------------------ | ---------------- | ------------ |
| 2000年（平成12年） | 60               | [ 9 ]        |
| 2001年（平成13年） | 60               | [ 9 ]        |
| 2002年（平成14年） | 50               | [ 9 ]        |
| 2003年（平成15年） | 50               | [ 9 ]        |
| 2004年（平成16年） | 47               | [ 9 ]        |

## 駅周辺
- 瀬見郵便局
- 瀬見温泉
- 国道47号
- 新庄警察署瀬見駐在所

## 隣の駅
東日本旅客鉄道（JR東日本）
■陸羽東線
鵜杉駅 - 瀬見温泉駅 - 東長沢駅